# 최소연 (희극인)
최소연은 대한민국의 희극 배우이다.